# Didier Gonzales
 (juin 2022).
Si vous disposez d'ouvrages ou d'articles de référence ou si vous connaissez des sites web de qualité traitant du thème abordé ici, merci de compléter l'article en donnant les références utiles à sa vérifiabilité et en les liant à la section « Notes et références ».
Pour les articles homonymes, voir Gonzales.
Didier Gonzales (né le 14 septembre 1960 à Sidi Bel Abbès, en Algérie) est un homme politique français. Il est inspecteur au sein de la Direction générale des douanes.

## Carrière politique
Il est réélu maire de Villeneuve-le-Roi pour son troisième mandat, dès le 1er tour en 2014. 
Suivent les élections régionales de 2015 au cours desquelles il est élu conseiller régional d'Île-de-France sur la liste de Valérie Pécresse, puis il prend les fonctions de Président de l'association Bruitparif en février 2016. Il n'est pas reconduit aux élections régionales de juin 2021.
Il est également conseiller général du canton de Villeneuve-le-Roi en 2001. Il ne fait qu'un mandat et est battu en 2008, 2015 et 2021 par Daniel Guérin. 
Il est élu député en 2007 de 137 voix face au député sortant Roger-Gérard Schwartzenberg. Il est battu en 2012 par Roger-Gérard Schwartzenberg, en 2017 par Laurent Saint Martin et, dès le premier tour, en 2022 par Louis Boyard. Il tente aussi sa chance au Sénat en septembre 2017 mais sa candidature provoque la perte du 3e siège espéré par LR et il est ainsi, à nouveau battu.
En décembre 2023, il refuse de donner un chèque cadeau de Noël à une famille de sa commune dont le fils avait participé aux émeutes consécutives à la mort de Nahel.

## Mandats
Mandats actuels
- Maire de Villeneuve-le-Roi (Val-de-Marne) (2001 - 2008, 2008 - 2014, 2014 - 2020, depuis 2020)

Anciens mandats 
- Conseiller municipal de Villeneuve-le-Roi (Val-de-Marne) (1995 - 2001)
- Conseiller général du canton de Villeneuve-le-Roi (Val-de-Marne) (2001 - 2008)
- Député de la 3e circonscription du Val-de-Marne (2007 - 2012)
- Conseiller régional d'Île-de-France (2015 - 2021)
- Président de Bruitparif (2016 - 2021)